# Клінкер (суднобудування)

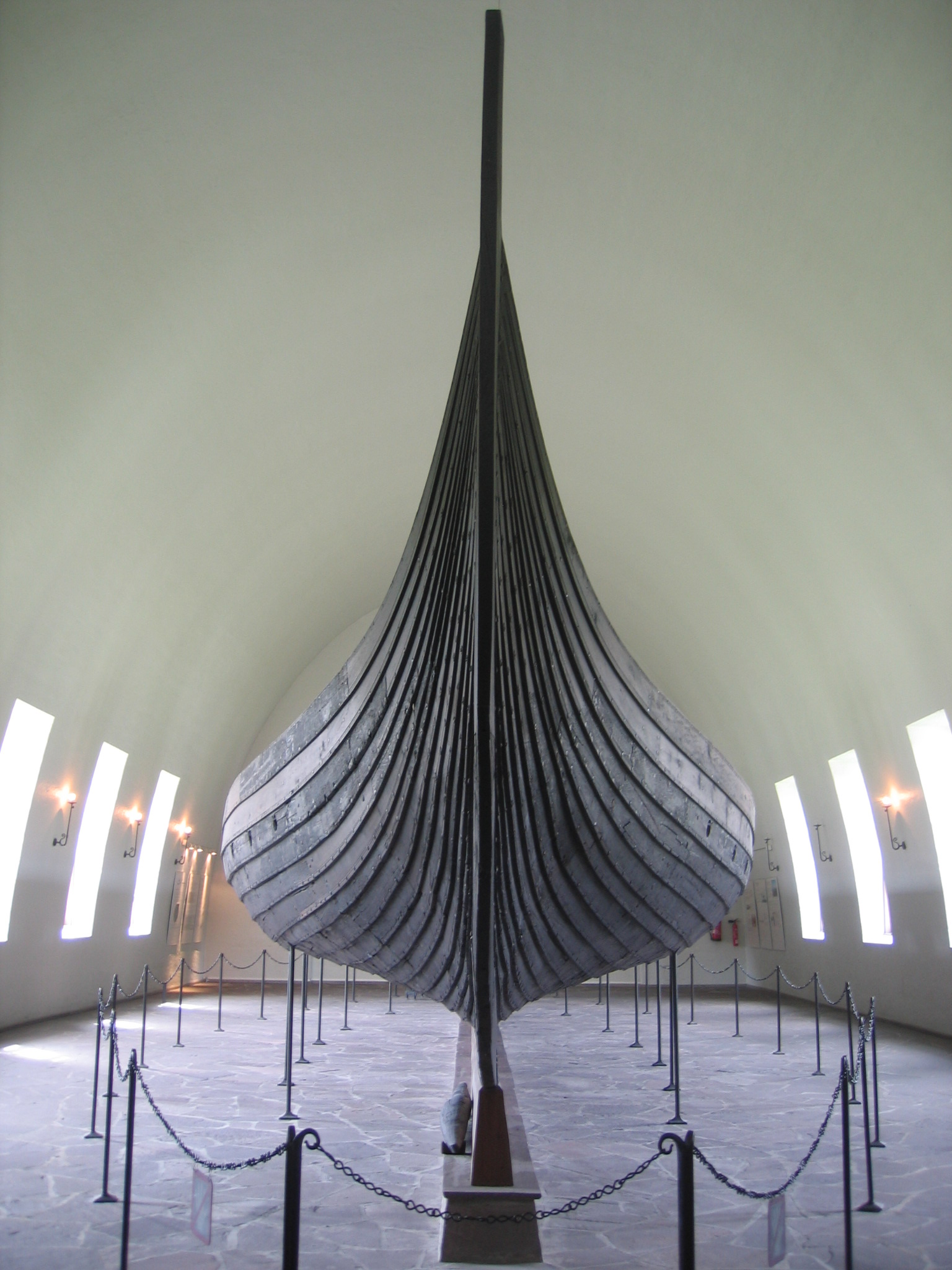
Гокстадський довгий корабель вікінгів, що демонструє дошки, що перекриваються, що характеризує конструкцію з клінкеру.

Клінкер, обшивка по клінкерній технології або обшивка внапусток — спосіб будівництва човнів та кораблів, при якому горизонтальні краї дошок обшивки корпусу судна частково перекриваються між собою. Техніка виникла в Скандинавії та успішно використовувалася протягом століть англосаксами, фризами, скандинавами, а також при будівництві ганзейських когів. З часом карвельна обшивка, коли краї дошок обшивки стикуються між собою «встик», шов до шва, витіснила клінкерну обшивку при будівництві великих суден, оскільки потреба у збільшенні тоннажності кораблів перевищила межі можливостей клінкерної конструкції. Проте клінкерна технологія дотепер широко використовується при будівництві невеликих човнів.

## Етимологія
Назва походить від нижньонімецького слова clinch або clench (можливо від латинського clinare), що означає «стискати", або "скріплювати разом».

## Походження
Техніка клінкеру або клінкерної обшивки суден розвинулась у скандинавській суднобудівній традиції на відміну від традиційної для середземноморських країн техніки шипового з'єднання, з якою північні Римські провінції на території сучасних Німеччини та Нідерландів познайомились на хвилі римської експансії. Технологія обшивки човнів «внапусток», схоже, з'явилося вже в IV столітті до нашої ери, про що свідчать залишки Йортспринзького човна. Найдавнішим безумовним доказом наявності судна, обшитого по клінкерній технології є фрагменти човна, знайдені під час недавніх розкопок поблизу місця знаходження Нидамського човна, які дендрохронологічно датовані 190 роком нашої ери. Сам Нидамський човен, побудований близько 320 року нашої ери, є найстарішим майже повністю збереженим прикладом клінкерного човна. Збудовані з використанням клінкерної технології кораблі були характерною ознакою скандинавського судноплавства протягом усього Середньовіччя і їх найяскравішими прикладами є кораблів вікінгів та торгові коги Ганзейського союзу.

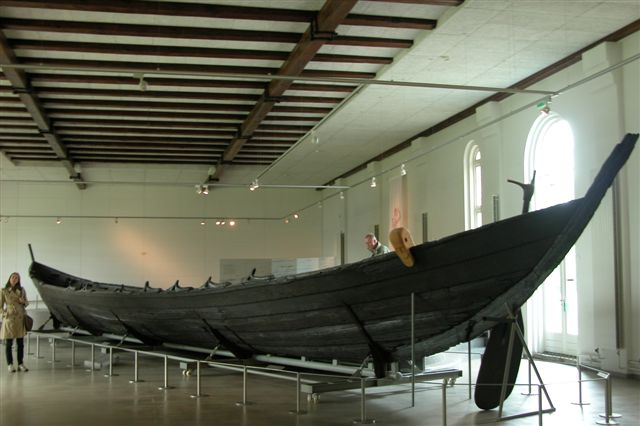
Обшитий за клінкерною технологією корпус Нидамського човна з Ютландії
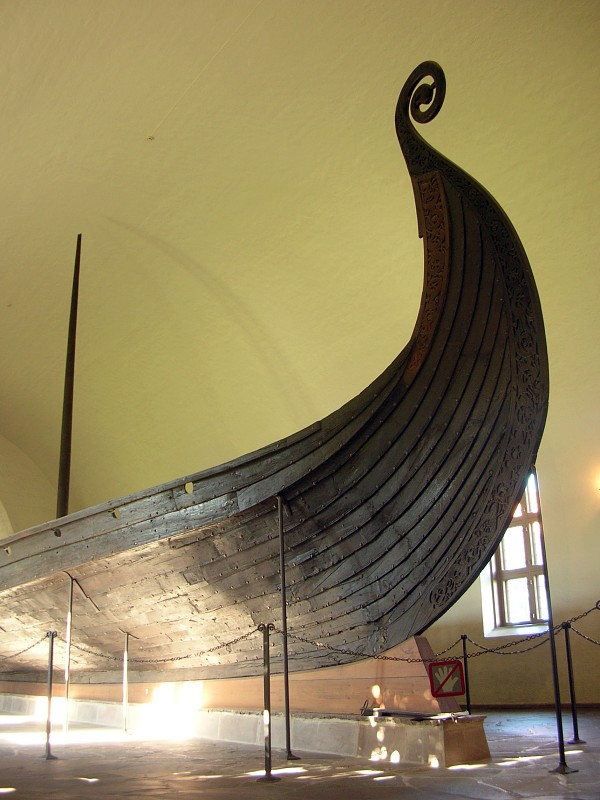
Клінкерна обшивка носу Усеберзького корабля вікінгів
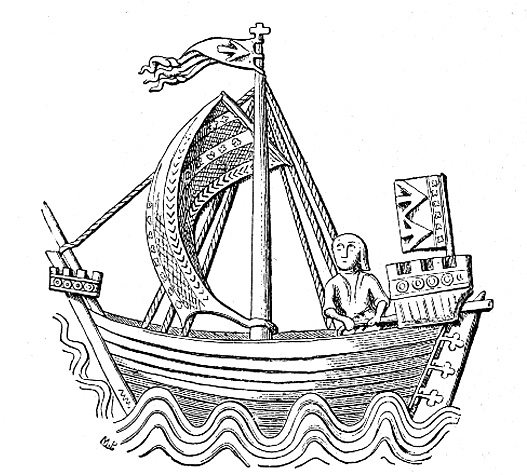
Середньовічний ког з клінкерною обшивкою зі Штральзунда

## Кріплення
При клінкерній технології дошки обшивки корпуса судна скріплювались між собою кількома способами:

Порівняння обшивки корпусу судна за методами «внапусток» (клінкер) і «встик» (карвель).

- З мідними або залізними заклепками, що складаються з квадратного цвяха та тарілчастої шайби, яка називається ров. Землю проколюють, цвях пробивають із зовнішнього боку, пробивають роговик, а голову тримають на долі (невелике переносне ковадло, зазвичай циліндричної форми). Цвях відрізається просто над гребнем, а відрізаний кінець затискається[Note 1] над гребком, тоді як кулиска використовується для утримання цвяха на місці. Під час обшивки клінкеру одна людина може тримати в руках і тележку, і молоток. Незважаючи на те, що це зазвичай буває там, де мають використовуватися пиломатеріали, човни, призначені для пропарених лісоматеріалів, зазвичай прибивають цвяхами, але не затискають, доки не буде завершено виготовлення деревини. Оскільки робота з деревини виконується двома руками, ефективніше залишити стискання, доки не з'явиться допомога, тоді помічник піднімається, а будівельник сидить усередині корпусу й стискається.
- Із залізними цвяхами із загостреними кінцями цвяхів, що стирчать із внутрішньої сторони човна, загнутого назад у дерево у вигляді гака. Ця техніка називається клінч . Це те, що раніше знаходили в скандинавських човнах, але навіть із залізними цвяхами на суші їх зазвичай належним чином затискали над ровами. Цвяхи, що скріплювали деревини, іноді перевертали, особливо там, де знімні нижні дошки мали спиратися на деревини. Однак можна було натоптати нижні дошки на затиснуті цвяхи, а там, де залишилися сліди, зробити виїмки для розміщення затиснутих цвяхів.
- Гвинти використовувалися для кріплення кінців планок до фартуха та фрамуги, а в пізніші часи — для кріплення колін до планширу та опор, але традиційно це робилося за допомогою затискного болта або великого мідного цвяха.
- Клей, особливо епоксидний. Традиційно землі не склеювали і нічим не підсипали. За допомогою суміші свинцевих білил і мастила на борт і кіль, а кінці поперечок на форштевень і фартух було накладено кріплення. Під час світових війн в авіаційній промисловості були розроблені нові технології та матеріали. До середини 1950-х років вони добре проникли в човнобудівну торгівлю. Нові човни в класах гоночних шлюпок з клінкерним корпусом будували як клеєні клінкерні човни. Основна конструкція була такою самою, але використовувався багатошаровий настил, а землі були склеєні без кріплень, за винятком того, що торці та кріпильні дошки все ще прикручувалися до фартуха та борта. Необхідність запобігати розколюванню дощок була усунена завдяки використанню шару, тому не використовувалися деревини. За винятком легкого планширу та широкого борту, поздовжні частини також були опущені. Короткий підйом і коліна були приклеєні до настилу. Усі ці човни були покриті палубами, і таким чином була досягнута відповідна жорсткість. Для того, щоб рідкий клей можна було нанести на землю до того, як на неї буде змонтована наступна дошка, їх будували догори дном.

### Кріплення осьової конструкції

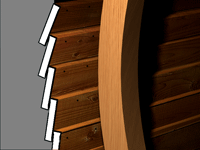
Клінкерна обшивка. Вид зсередини

В останні кілька років у будівництві дерев'яних човнів перевагу зайняли клей і шурупи, але до 1950-х років кіль, борт, форштевень, фартух, сухостій, кормовий стовп і, можливо, транець скріплювалися разом болтами, закріпленими в білилі та мастилі. Використовуються три види болтів:
- з яких, на сьогоднішній день, гвинтовий болт (тобто різьбовий болт) з його гайкою та шайбою є, безумовно, найпоширенішим.
- Другий тип болта — шпилька або шплінт, який замість різьби має конічний отвір, прокуваний на кінці від головки, в який вбивається конічний штифт або шплінт . Конус фактично є прямою ниткою. У поєднанні з шайбою це затягує болт, як це робить гайка на болті.
- Третій тип болтів — це затискний болт . Вона має деякі особливості заклепки, але зазвичай була набагато довшою за звичайну заклепку; у дерев'яному кораблі, можливо, метр або більше. Для корабельних робіт він зроблений з міді. Головка формується шляхом обсадження одного кінця за допомогою штампування . Потім його пробивають через отвір, просвердлений через деталь, яку потрібно закріпити, і через шайбу. Головка тримається вгорі за допомогою тележки, а другий кінець насаджується на шайбу так само, як і головка.[7] Аж до XIX століття це те, що тримало разом великі кораблі світу, хоча деякі, можливо, використовували залізо. До кінця 1950-х років двадцятип'ятифутові моторні фрези Британського Адміралтейства кріпилися таким чином.

Там, де не було підходящого металу, можна було використовувати дерев'яні цвяхи. Вони були схожі на затискні болти, але зроблені з дерева, і замість того, щоб бути затиснутими, вони мали дерев'яний клин, вбитий у кожен кінець, щоб розсунути його. Потім надлишки відпиляли.

### Карвельна технологія

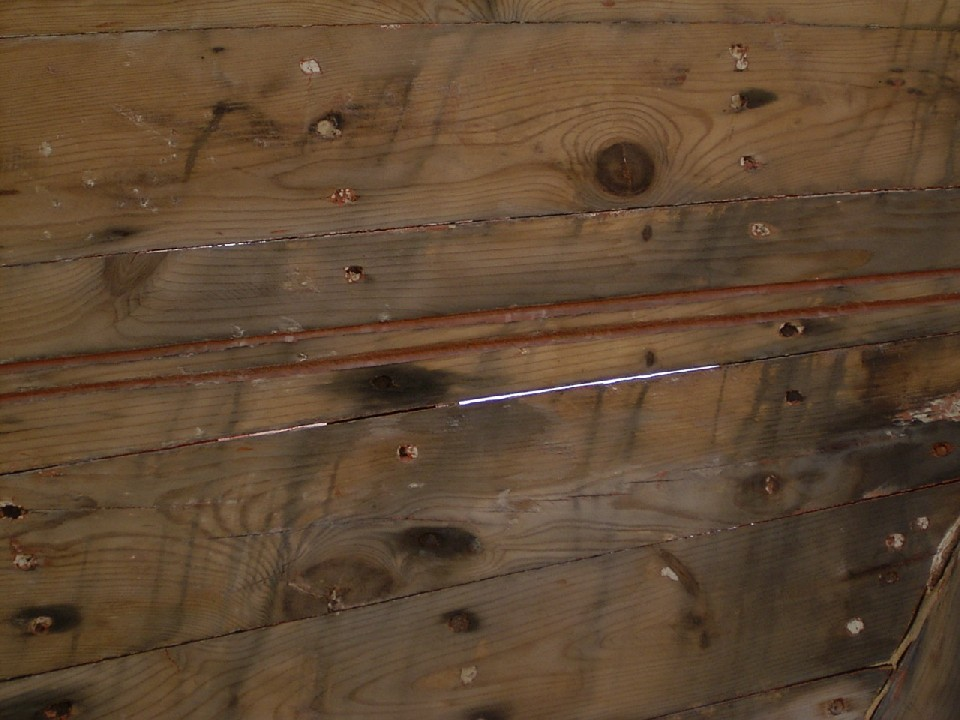
Детальний вигляд стиків між дошками

У технології обшивки корпуса "встик" або "карвельній технології ( від Kraweel або Karweel, середньонижньонімецька від португальської caravela, німецька: Karavelle) дошки кріпляться край до краю (див. ілюстрацію). Це надає корпусу гладку поверхню. Якщо дошки занадто короткі, щоб досягти повної довжини корабля, виникнуть поштовхи. Вони повинні бути якомога далі один від одного, щоб не послабити структуру корпусу. Щоб рівномірно покрити вигин стовбура, дошки звужуються спереду і ззаду. Щоб зробити човен з дощок водонепроникним, його потрібно зашпаклювати. Оскільки шви між дошками збільшуються в міру обробки деревини, човни з дерев’яної дошки протікають легше, ніж човни з клінкеру.
Зрештою, для великих кораблів метод будівництва карвеля переважав над методом будівництва з клінкеру (див. вище), оскільки несуча здатність усієї конструкції є вищою з дощатим каркасом. Зусилля передаються тут через краї швів, а не лише через шипи, заклепки чи цвяхи, як у випадку з клінкерною конструкцією. В результаті більші сили кручення можуть поглинатися та рівномірно розподілятися по конструкції. Крім того, більш гладка поверхня також збільшує швидкість і полегшує очищення та обслуговування. Незважаючи на те, що метод гладкого клінкеру був би кращим за міцністю та герметичністю, він значно складніший у виготовленні.
Карвельна конструкція походить із Середземномор'я і вже використовувалася стародавніми єгиптянами та зберігалася в Середземномор'ї протягом усієї античності. Наприкінці Середньовіччя португальська каравела була найвідомішим типом корабля цієї конструкції і дала цій конструкції назву в німецькомовному світі. Він потрапив у північну Європу через торговельні відносини Ганзейської ліги та спочатку використовувався на гвинтиках в області днища судна. Відомими каравелами були ескортні кораблі Христофора Колумба і «Петер фон Данциг» (близько 1470 р.). Кораблі з обшивкою Kraweel також називалися Kraweel, Kraweelschiff або Karweelschiff. [3]
Ще за часів династії Сун (960–1279 рр. н. е.) у Китаї кораблі також обшивали дошками з кількох шарів карвеля, покладених один на інший, іноді під кутом один до одного (діагональний карвель). В результаті проблеми з герметизацією були практично повністю усунені, і була досягнута надзвичайна жорсткість на кручення за допомогою невеликої товщини матеріалу. Після Другої світової війни, наприклад, німецькі Jaguar класу Schnellboote були побудовані таким чином. Після розробки відповідних адгезивів (особливо епоксидних смол) з’явилася склеєна конструкція, в якій декілька шарів шпону склеєні хрест-навхрест на прес-формі.

## Порівняння клінкеру і карвеля

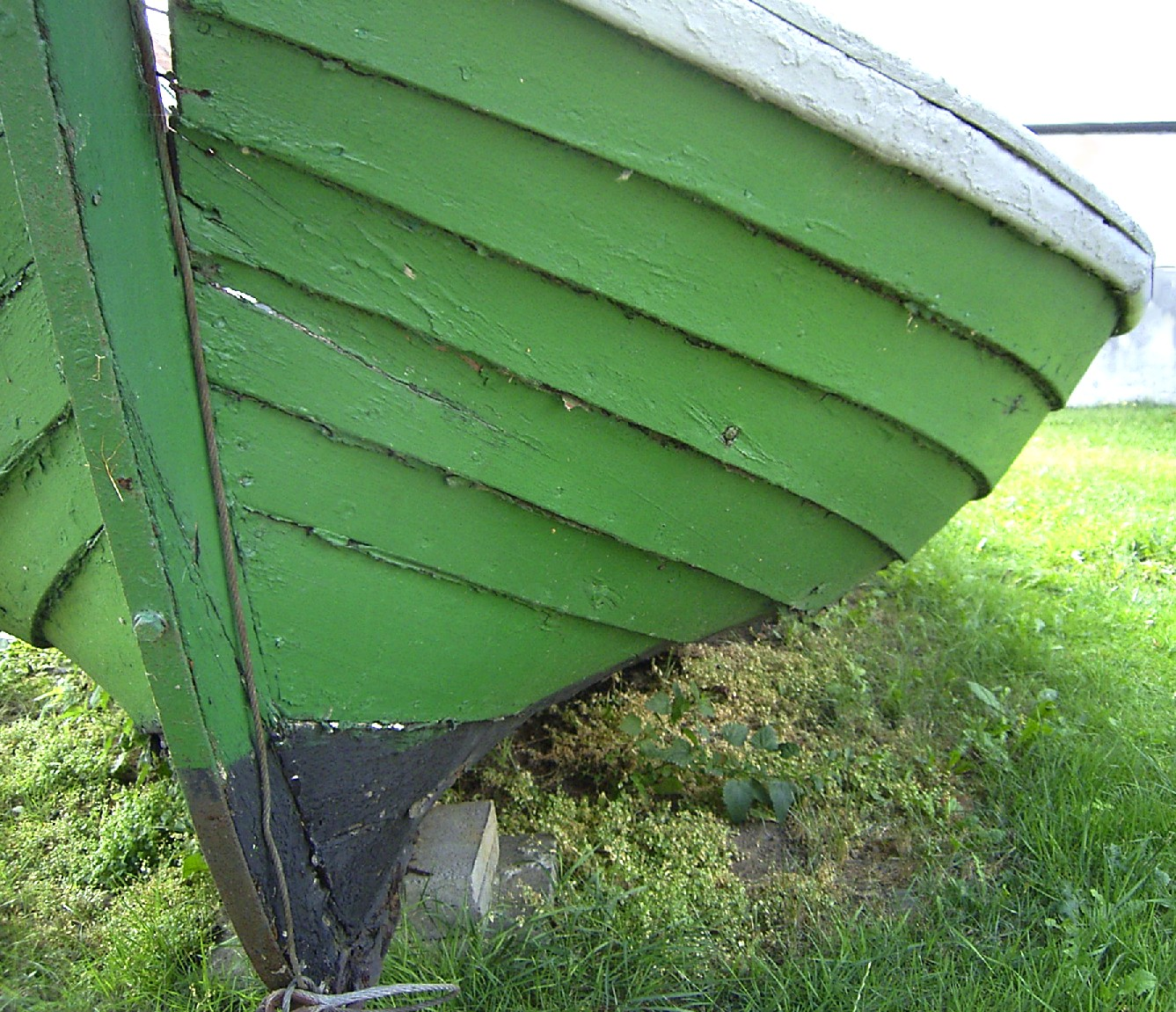
Сучасний невеликий човен, обшитий за клінкерною технологією

Вікінги використовували клінкерну форму будівництва, щоб будувати свої довгі кораблі з дерев'яних дощок, виготовлених шляхом розколювання, а не розпилювання стовбурів дерев. Клінкер є найпоширенішим англійським терміном для цієї конструкції як у британській, так і в американській англійській мові, хоча в американській англійській цей метод іноді також відомий як lapstrake.
Більш гладка поверхня човна, обшитого методом «встик» (карвель) на перший погляд створює враження, що він гідродинамічно ефективніший. Виступи смуг обшивки не порушують лінію течії. Такий розподіл відносної ефективності між двома формами конструкції є ілюзією, оскільки для даної міцності корпусу клінкерний човен легший.
Крім того, метод виготовлення клінкеру, який використовували вікінги, створив судно, яке могло крутитися та згинатися відносно лінії, що тягнеться до довжини судна, від носа до корми. Це давало йому перевагу на північноатлантичних хвилях порівняно з карвельними суднами схожої водотоннажності. Збільшення променя, через легкий характер методу, не пропорційно збільшило живучість судна під силою кручення хвиль, що котяться, і більша ширина променя могла зробити отримані судини більш вразливими.
Існує верхня межа розміру клінкерних суден, яка могла бути і була перевищена на кілька порядків у пізніших великих вітрильних суднах, що включали конструкцію з карвеля. Клінкер потребує відносно великої дошки порівняно з карвелом, оскільки карвел може використовувати крадіїв для зменшення ширини дощок на міделі, де обхват найбільший. Потреба в достатньому перетині, щоб прийняти затискні кріплення, спонукає до більш широких дощок пропорційно товщині, ніж можна використовувати в carvel. У всіх інших сферах будівництва, включаючи каркас, настил і т. д., клінкер не поступається карвелю. Конструкція з клінкеру донині залишається цінним способом виготовлення невеликих дерев'яних суден.

## Нематеріальна культурна спадщина ЮНЕСКО
14 грудня 2021 року традиційне скандинавське виробництво клінкерних човнів було внесено до Списку нематеріальної культурної спадщини ЮНЕСКО як перша спільна скандинавська заявка до списку.

## Інші джерела
- Greenhill, Basil (1976). Archaeology of the Boat (London: Adam and Charles Black Publishers Ltd). ISBN 978-0-7136-1645-3.
- Greenhill, Basil, and Morrison, John S. (1995). The Archaeology of Boats & Ships: An Introduction. (London: Conway Maritime Press) ISBN 978-1-55750-039-7.
- McKee, Eric (1972). Clenched Lap or Clinker: An Appreciation of a Boatbuilding Technique (Greenwich: National Maritime Museum).
- Leather, John (1990). Clinker Boatbuilding (Adlard Coles). ISBN 978-0-7136-3643-7.